# Hansas Gecas
Hansas Gecas (Kaunas, 24 settembre 1899 – ...) è stato un calciatore lituano, di ruolo attaccante.

## Carriera

### Club
Ha sempre giocato nel campionato lituano.

### Nazionale
Ha rappresentato la nazionale lituana in occasione delle Olimpiadi del 1924.